# Sky Void of Stars
Albums de Katatonia
City Burials
(2020) Nightmares as Extensions of the Waking State
(2025)
Singles
1. Atrium
Sortie : 26 octobre 2022
2. Austerity
Sortie : 2 décembre 2022
3. Birds
Sortie : 4 janvier 2023

Sky Void of Stars est le treizième album du groupe de metal suédois Katatonia, sorti le 20 janvier 2023 sous le label Napalm Records.

## Liste des titres
| 1.    | Austerity                                    | 3:41 |
| 2.    | Colossal Shade                               | 4:29 |
| 3.    | Opaline                                      | 5:00 |
| 4.    | Birds                                        | 4:08 |
| 5.    | Drab Moon                                    | 3:59 |
| 6.    | Author                                       | 4:17 |
| 7.    | Impermanence                                 | 5:12 |
| 8.    | Sclera                                       | 4:45 |
| 9.    | Atrium                                       | 4:08 |
| 10.   | No Beacon To Illuminate Our Fall             | 6:08 |
| 11.   | Absconder (piste bonus de l'édition limitée) | 4:48 |
| 45:51 |                                              |      |